# Rue Újezd
Pour les articles homonymes, voir Újezd.
La rue Újezd est le nom d'une rue et également d'un ancien village de Malá Strana dans le quartier Prague 1.

## Histoire
Au 12e siècle, le territoire d'Újezd était situé entre la rive de la vltava (à l'est) et le versant du petřín (à l'ouest), et dans la direction nord-sud entre l'église de Saint-Jean-Baptiste (Kostel Jana Křtitele) (cs) (nom actuel de Saint-Jean-Baptiste sur la Prada) au nord et l'église Saint-Philippe et Saint-Jacques (cs) (dans le secteur de l'actuelle place Arbes) au sud. L'emplacement de l'église Saint-Jean l'Évangéliste le Sans-Souci, mentionnée en 1365 et probablement disparue pendant les guerres hussites, n'est pas connu. À l'origine, la partie nord du village était administrée par les chevaliers de Saint-Jean (cs) et le reste sous la juridiction du monastère de Saint-Georges (cs) et du Chapitre de Saint-Guy.
Lorsque la Petite Ville a été agrandie par la construction du Mur de la Faim (Hladová zeď) en 1360-1362, la partie nord d'Újezd a été intégrée à la Petite Ville avec le territoire d'autres colonies. La porte originale d'Újezd, datant de la fondation de la Petite Ville en 1257, se trouvait au niveau de la place de Malá Strana, à l'emplacement de la maison de la rue Karmelitská 516/31. Elle était également appelée Kartouzská brána (cs) d'après la plus ancienne chartreuse tchèque située à proximité. Lors de la construction des nouvelles fortifications baroques au XVIIe siècle, sa fonction a été reprise par une nouvelle porte à partir de 1693, qui était également appelée la porte du Reich, en raison du fait qu'elle était utilisée pour se rendre en Bavière impériale. Cette porte a été remplacée en 1862 par la Porte Újezd (cs) néogothique, démolie dans le cadre de la démolition des murs en 1891.

## Nom Újezd
Le nom Újezd remonte au 13ème siècle. La rue actuelle du même nom était appelée rue Újezdská dans les années 1800-1870 et sa partie sud U brány Újezdská. Aujourd'hui, la rue Újezd est l'une des rues principales de la Petite Ville. Elle suit le pied de Petřín et est une continuation de la rue Karmelitská (à partir de l'intersection avec la rue Harantova) et se termine à la place Kinsky (náměstí Kinských) (cs) dans le quartier Smíchov.

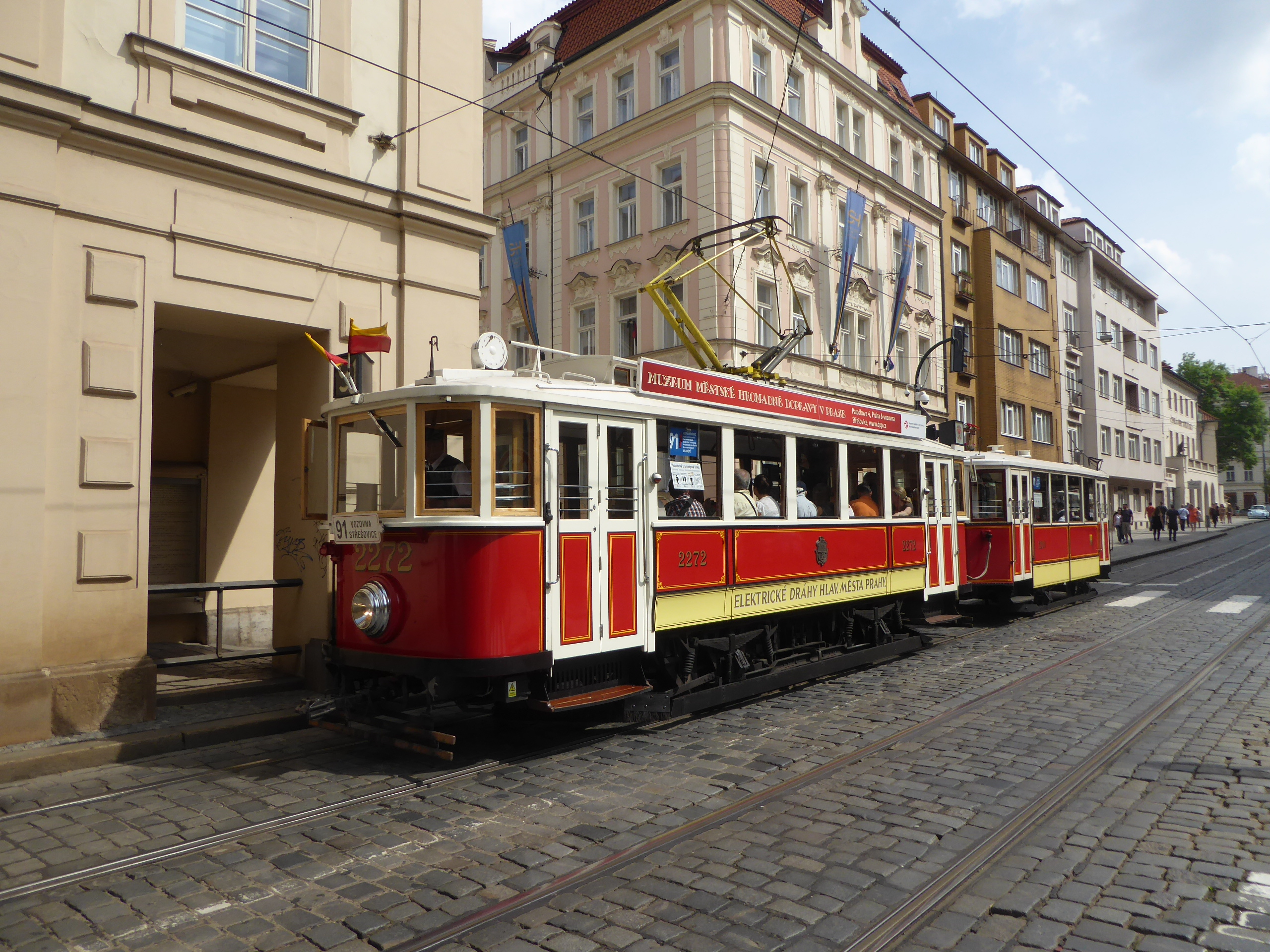
Tramway de la ligne 91 sur la rue Újezd (en 2016).

Le nom Újezd a également été transféré aux noms de l'arrêt de tram local et de la station inférieure du funiculaire de Petřín, à laquelle mène la rue lanové dráhy (cs).

## Sites touristiques
- Dúm No. 388/III, Újezd 50/ Karmelitská 2-4, Musée tchèque de la musique (anciennement église Sainte-Marie-Madeleine (Malá Strana) (cs) avec monastère dominicain (cs)).
- Maison n° 390/III U Popelků, une maison de la Renaissance avec des caves gothiques.
- Maison n° 400/III, immeuble de rapport historisante avec un décor Art nouveau, architecte Jan Petránek (1903-1904).
- Maison n° 402/III À l'Aigle noir, immeuble de rapport néo-renaissance, architecte Jan Zeyer (1892-1893), avec au rez-de-chaussée la Galerie de résonance.
- Maison n° 403/III U Pavlánských, façade néo-Renaissance d'Otakar Materna (1894-1985).
- Maison No. 404/III Paulhofský - depuis 1599 un hôpital dans la Petite Ville[3].
- Maison n° 408/III À l'escargot d'or, Újezd 31/U lanové dráhy 4, en 1688- 1700 a appartenu et a été reconstruite par Abraham Leuthner.
- Maison n° 419/III, maison d'angle Újezd 12/ Vítězná 15, immeuble classique, architecte Josef Kaura.
- Maison n° 423/III Újezd 23, A la Croix Noire, Renaissance reconstruite en Baroque.
- Maison n° 432/III, dans la cour du Studio de Josef Sudek
- Maison n° 450/III Palais Michna de Vacín (Maison Tyrš)
- Funiculaire de Petřín
- Monument en mémoire des victimes du communisme (Prague) par Olbram Zoubek (sur le site de la Caserne Ujezd)
- Jardins du Séminaire
- Caserne Újezd - démolie en 1932, lieu de naissance de Jan Neruda
- La plus ancienne synagogue de Prague (cs) se trouvait sur un site non identifié entre Újezd et la place de Malá Strana (Malostranské náměstí) jusqu'en 1142[4] ; selon Václav Hajek de Libočany, elle était censée se trouver à Újezd[5].
- Chartreuse du jardin de la Vierge Marie (connue aussi sous le nom de Chartreuse du Jardin-de-Notre-Dame de Prague) fondée par Jean Ier (roi de Bohême) (1310-1346), aujourd'hui disparue.

## Galerie

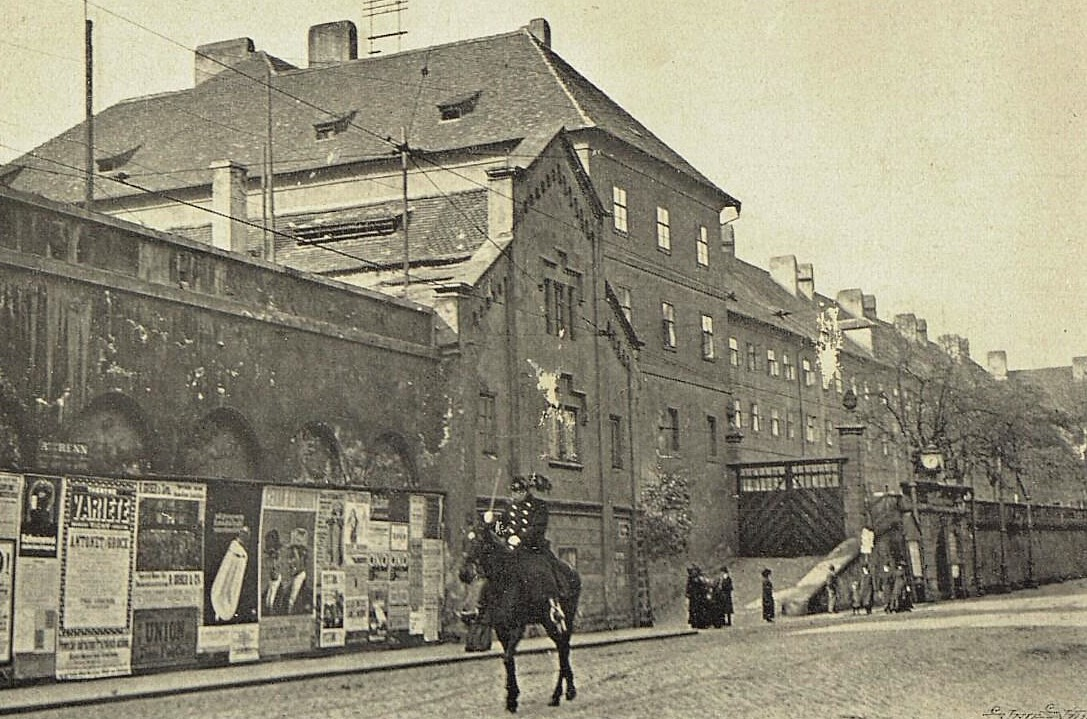
Caserne d'Újezd, 1912.
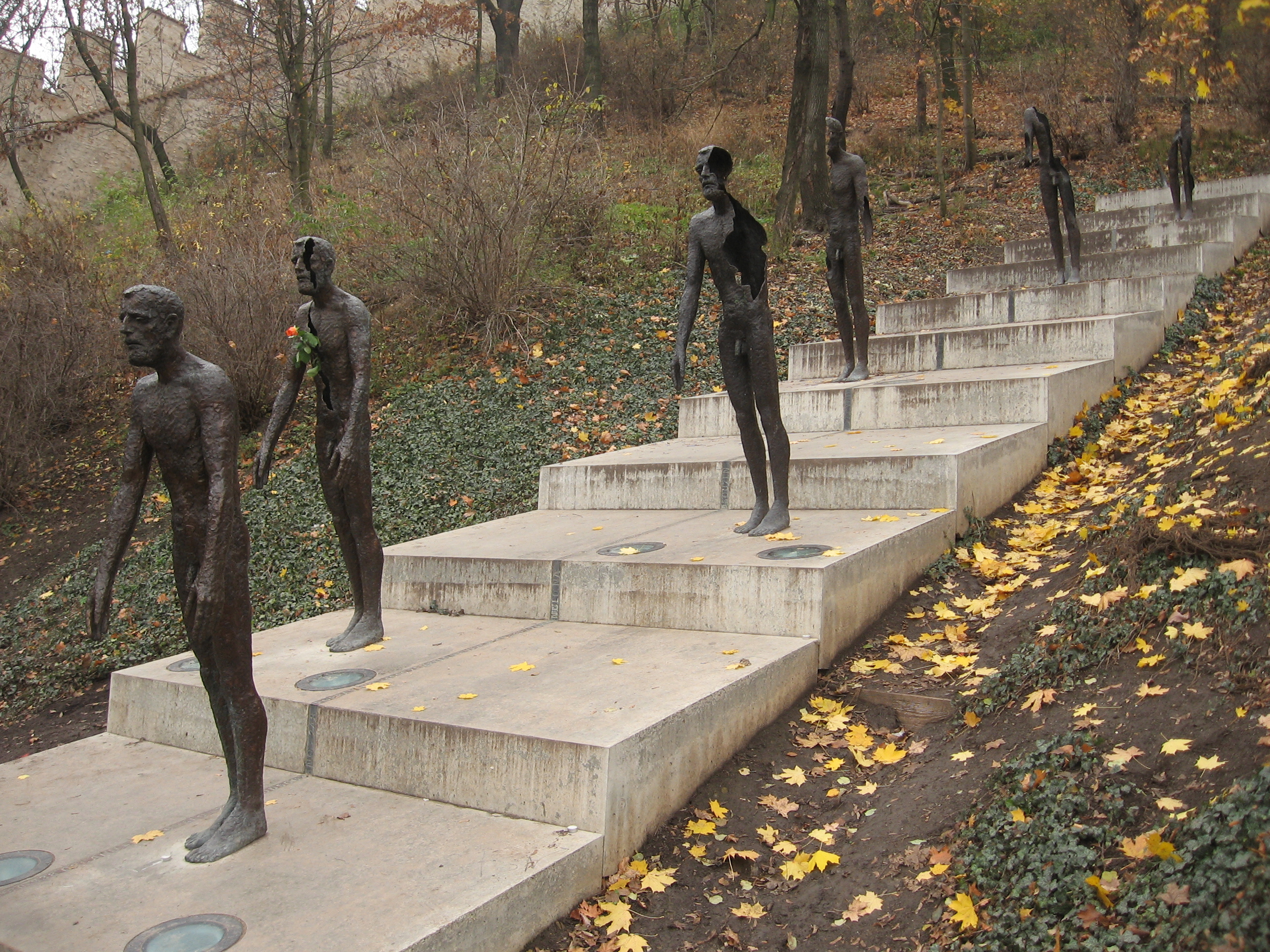
Monument aux victimes du communisme à Újezd au pied de la colline de Petřín.
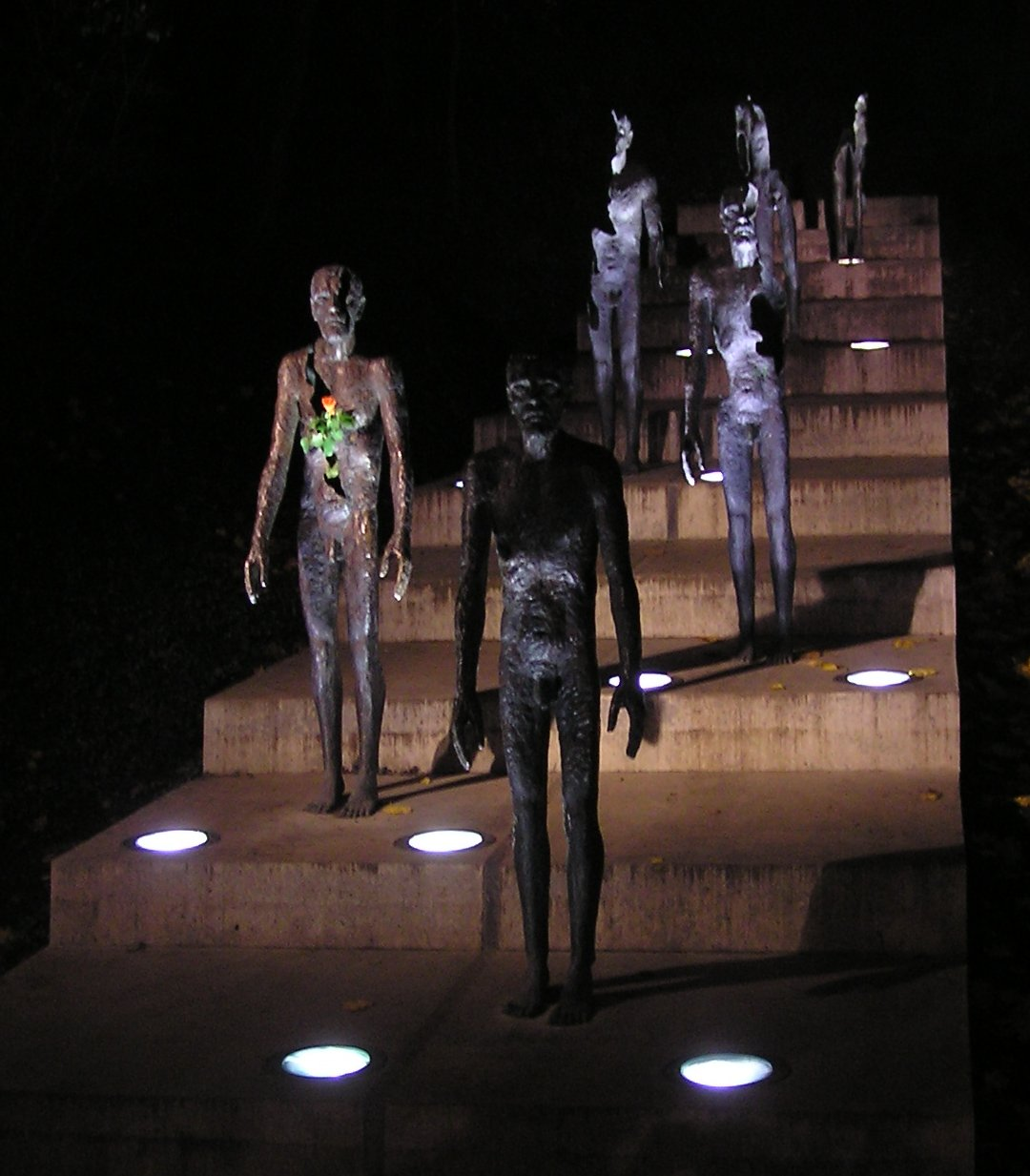
Monument aux victimes du communisme à Újezd au pied de la colline de Petřín.
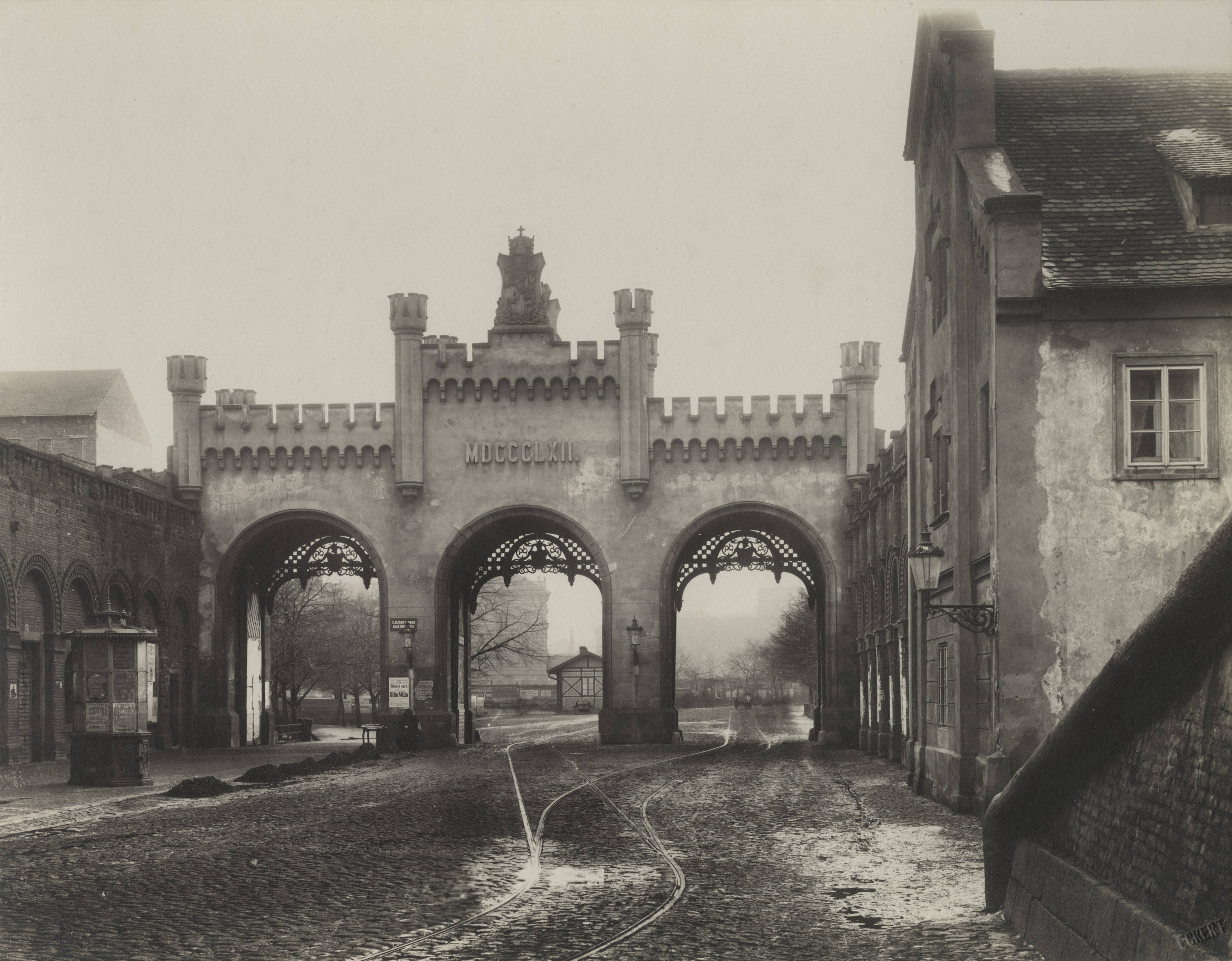
Porte Újezd (cs).
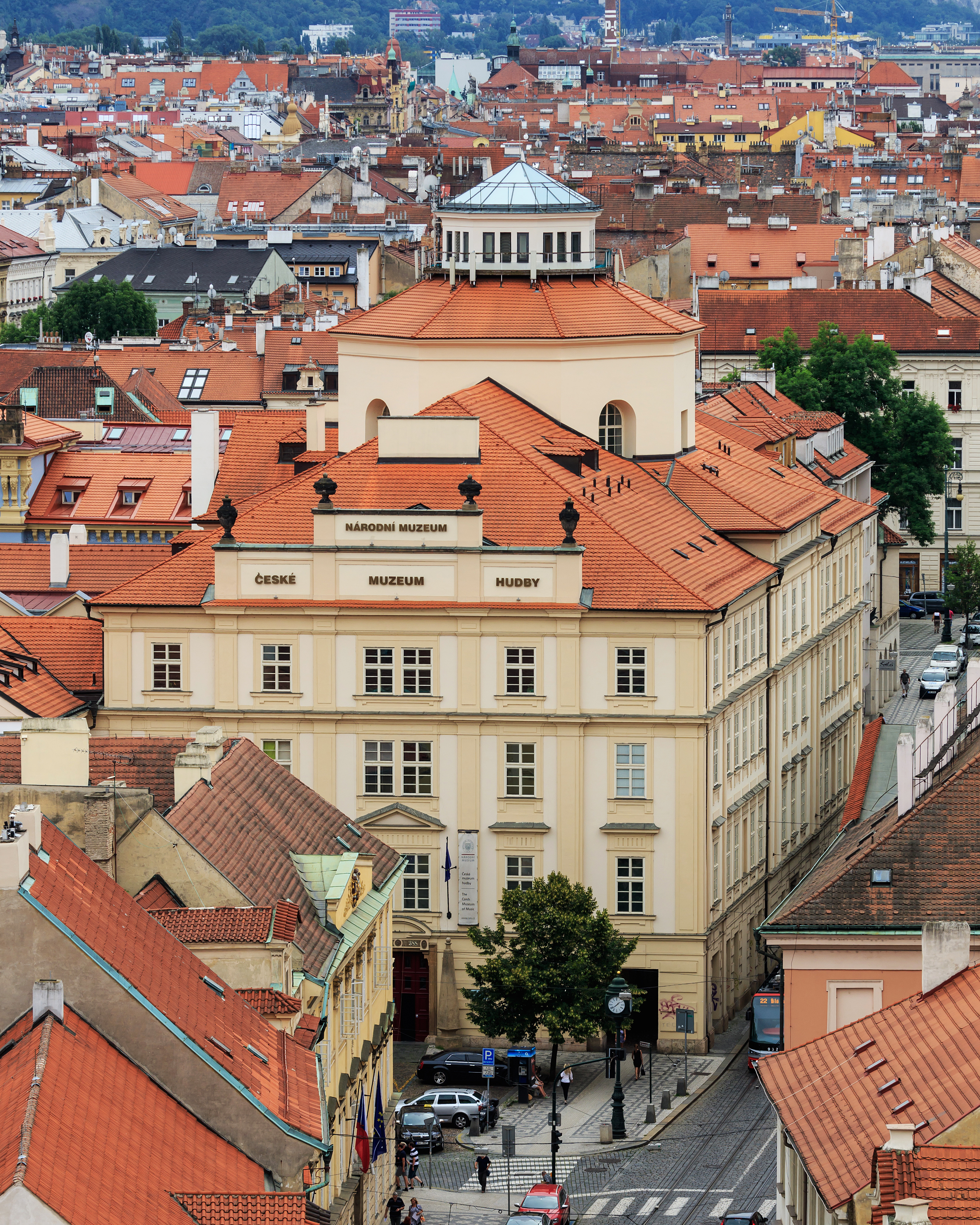
L'ancienne église Sainte-Marie-Madeleine (Malá Strana) (cs), aujourd'hui le bâtiment du Musée tchèque de la musique.